# Cinemax (châu Á)
Cinemax là một kênh truyền hình trả tiền tại Đông Nam Á trong mạng lưới HBO Châu Á. Kênh chuyên phát sóng các bộ phim hành động, giật gân, hài và khoa học viễn tưởng. Cinemax có trụ sở tại văn phòng WarnerMedia Châu Á ở Singapore.

## Lịch sử

### Cinemax (1996–2009)
Cinemax Châu Á là kênh thứ hai của HBO Châu Á, được ra mắt 15 tháng 11 năm 1996. Đây là kênh truyền hình phát sóng 24 giờ mỗi ngày bao gồm các bộ phim điện ảnh hành động, kinh dị, giật gân.
Tại Malaysia, kênh được lên sóng trên Astro để thay thế cho kênh MGM Gold vào ngày 24 tháng 8 năm 1998.

### Max (2009–2012)
29 Tháng 3 năm 2009, Cinemax Châu Á đã được đổi tên thành "Max" để thu hút khán giả nam giới. Logo của Max Châu Á đã được thiết kế lại để phù hợp với việc thay đổi thương hiệu.

### Cinemax (2012–hiện tại)
Max đã thay đổi chủ đề của logo và các đoạn quảng cáo sang màu đỏ để phù hợp với đối tác Mỹ. Với loạt phim hành động và kinh dị mới, kênh hiện là đối thủ của Fox Action Movies.

### Max By HBO (2017–2020)
Vào tháng 3 năm 2017, kênh Cinemax đổi tên thành Max By HBO. Max By HBO là một kênh truyền hình phát sóng 24 giờ mỗi ngày dành riêng cho thị trường Việt Nam bao gồm các bộ phim hành động, giật gân và khoa học viễn tưởng, cùng với các bộ phim giành giải thưởng khác.
Từ ngày 1 tháng 5 năm 2020, kênh chính thức dừng phát sóng và chuyển về Cinemax Châu Á.

### Logo

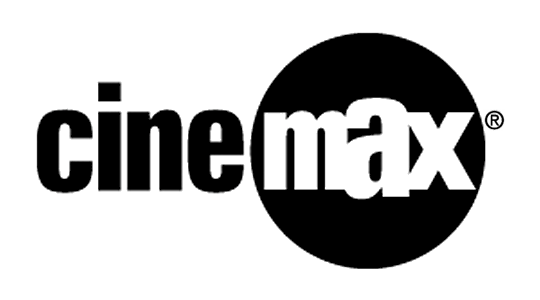
Logo Cinemax 2001-2008
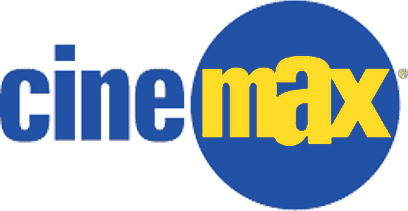
Logo Cinemax 2008-2009
Logo Max 2009-2012
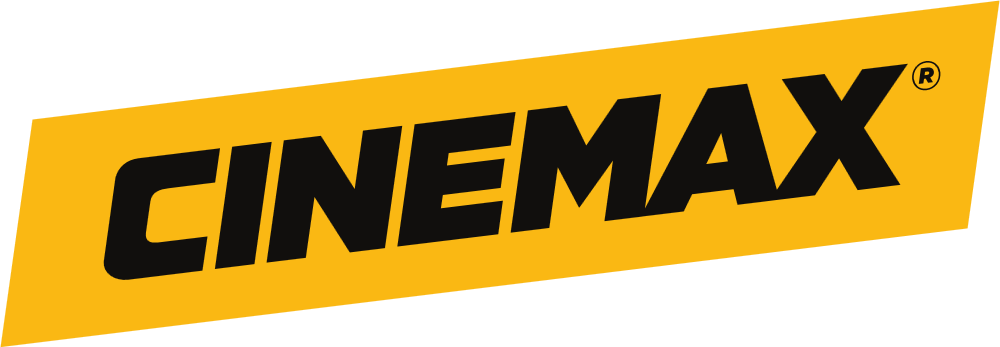
Logo Cinemax 2012-2016
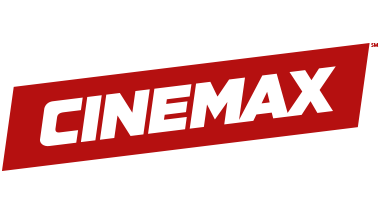
Logo Cinemax 2017-hiện tại (chỉ châu Á) (trừ Việt Nam)
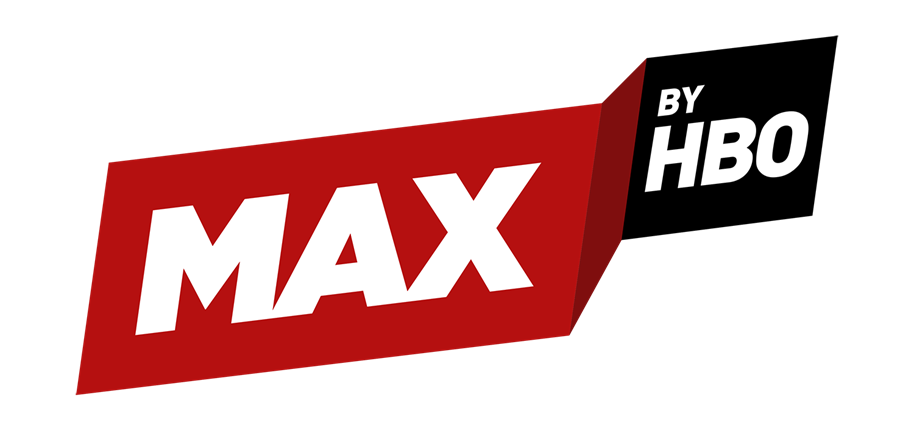
Logo Max By HBO (2017- 2020) (chỉ có ở Việt Nam)